# قمعية عنابية
القِمَعية العنابية (باللاتينية: Digitalis ferruginea) نوع نباتي يتبع جنس القِمَعية من الفصيلة الحملية.

## الموئل والانتشار
موطنه بلاد الشام وتركيا واليونان والبلقان وإيطاليا.